# 布萊恩·崔區-史密斯
布萊恩·梅德溫·崔區-史密斯（英語：Brian Medwin Trenchard-Smith，1946年—），港譯鄭嘉時，英格蘭裔澳大利亞男導演、製片人及編劇。他在1970年代至80年代間拍攝了多部澳大利亞恐怖片與動作片，且許多作品都是在電視上推出或以DVD首映的方式發行。著名作品如電影《直搗黃龍》（1975年）、《特技搖滾》（1980年）、《土耳其射擊》（1982年）、《駛入死角》（1986年）及《鬼精靈3》（1995年）。
崔區-史密斯的幾部電影成為了受到粉絲追捧的邪典電影，也被導演昆汀·塔倫提諾列入最喜歡導演的行列。
在他成長過程中，亞佛烈德·希區考克、亨利·哈撒韋、安東尼·曼、J·李·湯普森、羅伯·阿德力區、拉烏·渥許、金·維多及約翰·福特都是深深影響自己的電影導演。

## 作品列表

### 電影
- 《直搗黃龍》（1975）
- 《死亡騙子（英语：Deathcheaters）》（1976）
- 《獵殺21（英语：Day of the Assassin）》（1979）
- 《特技搖滾（英语：Stunt Rock）》（1980）
- 《土耳其射擊（英语：Turkey Shoot (1982 film)）》（1982）
- 《飛車小子劫搶匪》（1983）
- 《Frog Dreaming（英语：Frog Dreaming）》（1985）
- 《駛入死角（英语：Dead End Drive-In）》（1986）
- 《珍妮吻我（英语：Jenny Kissed Me (film)）》（1986）
- 《Day of the Panther（英语：Day of the Panther）》（1988）
- 《Out of the Body（英语：Out of the Body）》（1989）
- 《金甲戰士（英语：The Siege of Firebase Gloria）》（1989）
- 《Strike of the Panther（英语：Day of the Panther）》（1989）
- 《猛鬼舔人2》（1994）
- 《鬼精靈3（英语：Leprechaun 3）》（1995）
- 《鬼精靈4（英语：Leprechaun 4: In Space）》（1997）
- 《神魔交戰（英语：Megiddo: The Omega Code 2）》（2001）
- 《靈異目擊（英语：Sightings: Heartland Ghost）》（2002）
- 《發射線（英语：In Her Line of Fire）》（2006）
- 《Pimpin' Pee Wee（英语：Pimpin' Pee Wee）》（2009）
- 《極地寒流（英语：Arctic Blast）》（2010）
- 《致命陷阱（英语：Absolute Deception）》（2013）
- 《亡命駕駛（英语：Drive Hard）》（2014）

### 電視電影
- 《幽浮X檔案（英语：Official Denial）》（1993）
- 《薩哈拉戰役（英语：Sahara (1995 film)）》（1995）
- 《絕命逃亡（英语：Escape Clause (film)）》（1996）
- 《極度衝擊（英语：Doomsday Rock）》（1997）
- 《原子狗（英语：Atomic Dog (film)）》（1998）
- 《危機大作戰（英语：Voyage of Terror）》（1998）
- 《笑面殺手（英语：Happy Face Murders）》（1999）
- 《重返鐵達尼（英语：Britannic (film)）》（2000）
- 《絕命列車（英语：Seconds to Spare）》（2002）
- 《感染禁區（英语：The Paradise Virus）》（2003）
- 《特區9·11（英语：DC 9/11: Time of Crisis）》（2003）
- 《深海大追擊（英语：Phantom Below）》（2005）
- 《喪子疑雲（英语：Long Lost Son）》（2006）
- 《阿茲特克暴龍（英语：Aztec Rex）》（2007）
- 《The Cabin（英语：The Cabin）》（2011）

### 紀錄片
- 《Marty Feldman in Australia》（1972）
- 《The Big Screen Scene》（1972）
- 《For Valor》（1972）
- 《The Stuntmen（英语：The Stuntmen）》（1973）
- 《The World of Kung Fu》（1973）
- 《Inside Alvin Purple（英语：Alvin Purple）》（1973）
- 《功夫殺手（英语：Kung Fu Killers）》（1974）
- 《The Making of Stone（英语：Stone (1974 film)）》（1974）
- 《The Love Epidemic（英语：The Love Epidemic）》（1975）
- 《Danger Freaks》（1976）
- 《Hospitals Don't Burn Down（英语：Hospitals Don't Burn Down）》（1978）

## 外部連結
- Brian Trenchard-Smith在互联网电影资料库（IMDb）上的資料（英文）
- 布萊恩·崔區-史密斯的Facebook專頁